# Pseudorabdion
A Pseudorabdion a hüllők (Reptilia) osztályának pikkelyes hüllők (Squamata) rendjébe, ezen belül a siklófélék (Colubridae) családjába tartozó nem.

## Rendszerezés
A nembe az alábbi 15 faj tartozik ide:
- Pseudorabdion albonuchalis (Günther, 1896)
- Pseudorabdion ater (Taylor, 1922)
- Pseudorabdion collaris (Mocquard, 1892)
- Pseudorabdion eiselti Inger and Leviton, 1961
- Pseudorabdion longiceps (Cantor, 1847)
- Pseudorabdion mcnamarae (Taylor, 1917)
- Pseudorabdion modiglianii Doria and Petri, 2010
- Pseudorabdion montanum Leviton and Brown, 1959
- Pseudorabdion oxycephalum (Günther, 1858)
- Pseudorabdion sarasinorum (Müller, 1895)
- Pseudorabdion saravacense (Shelford, 1901)
- Pseudorabdion sirambense Doria and Petri, 2010
- Pseudorabdion talonuran Brown, Leviton and Sison, 1999
- Pseudorabdion taylori Leviton and Brown, 1959
- Pseudorabdion torquatum (A. M. C. Duméril, Bibron and A. H. A. Duméril, 1854)